# 武侯区

武侯区示意图

武侯区是中华人民共和国四川省成都市的市辖区，同时也是成都市中心五城区之一，设立于1990年。武侯区因其辖区内的武侯祠（诸葛亮）而得名，是以人名命名的中华人民共和国县级以上行政区之一。全区土地面积75.36平方公里，总人口136.14万人。区人民政府駐浆洗街街道武侯祠大街264号。

## 历史
成都所在的成都平原养蚕缫丝历史悠久，在汉代时开始织棉以其所出的蜀锦最为有名。位于武侯区的簇桥被认为是南方丝绸之路的起点之一和四川丝绸交易的一个中心，簇桥之名也来自于蚕丝交易，在唐宋时被称作茧桥，后以喂蚕的食物（统称作簇）命名沿用至今。簇桥也是自汉一直到清代都是长盛不衰的商业重镇。秦昭王在位时（公元公元前256－前251年），蜀守李冰在今武侯区北的老南门修建了跨越锦江的长星桥，成为连接城南的重要陆路通道，促进了当地商贸的发展。此桥后又名万里桥、老南门大桥。在秦代武侯这一区域隶属蜀郡成都县。汉代属益州蜀郡成都县。
蜀汉章武三年（公元223年）刘备逝世，安葬在修建在成都南郊（武侯区境内）的惠陵，根据当时的制度，还修建了祭祀刘备的祠庙即汉昭烈庙。在南北朝时期（公元5世纪左右）人们将位于成都少城的祭祀诸葛亮的祠堂迁入惠陵、汉昭烈庙旁，形成今武侯祠的前身。明洪武二十三至二十四年蜀王朱椿以强化自身权力为由将专门祭祀诸葛亮的武侯祠与汉昭烈墓和惠陵合并，形成三者合一局面。
成都市中心的区划原为东城区、西城区和金牛区。1990年9月，经国务院批准后调整了成都市中心的区划，以境内武侯祠而得名的武侯区随之诞生。1991年1月1日，武侯区正式对外办公。

## 人口
根據第七次人口普查數據，截至2020年11月1日零時，武侯區常住人口為1206568人。

## 地理

### 区位
武侯区位于成都市中心城区西南部，北毗邻青羊区，南与双流区、成都高新区接壤，西与双流区相连，东与锦江区隔河相望。武侯区位于北纬30°34′－30°39′与东经103°56′－104°05′之间，东西长约13千米，南北宽约10千米，全区土地面积75.36平方千米。

### 地貌、地质
武侯区地势平坦，由西北向东南倾斜，平均海拔502.5米。境内平原由沙漫滩、冲积扇、扇状平原等平原组成。全区地质结构主要为第四纪松散堆积物。

### 气候
武侯区属于中亚热带季风性湿润气候，年平均气温在16°C至18.6°C间。7月为最热月，平均气温在24.9°C至26.1°C间，极端日高温在24°C至38.7°C间。

## 行政区划
武侯区下辖15个街道办事处：
浆洗街街道、望江路街道、玉林街道、火车南站街道、晋阳街道、红牌楼街道、簇桥街道、机投桥街道、金花桥街道、簇锦街道、华兴街道、芳草街街道、肖家河街道、石羊街道和桂溪街道。
其中芳草街街道、肖家河街道、石羊街道、桂溪街道由成都高新区托管。

### 区划沿革
- 2019年12月25日，撤销双楠街道，划归浆洗街街道；撤销跳伞塔街道，划归玉林街道；将石羊街道新北社区、新光社区、新盛社区所属行政区域划归肖家河街道管辖；将石羊街道府城社区南三环路四段中心线以北行政区域划归芳草街街道管辖[10]。

## 著名景点
武侯区得名于武侯祠，是文化悠久，并且富有现代气息的地区。区内名胜古迹众多：望江楼公园、武侯祠、南郊公园、锦里、铁像寺-水街。另外，还有天府芙蓉园、锦城湖公园、国防乐园、永康森林公园、大悦城、江安河生态公园、映月公园、江安河郊野公园、丽都公园。

## 文化
武侯区有着它独具特色和魅力的民风民俗，其中社会民俗有成都大庙会，游喜神方等；生活民俗有衣着习俗，饮食习俗等；生产民俗有农谚等；经济民俗有商业规俗等。

### 出版物
- 成都市武侯区地方志编纂委员会编. . 方志出版社. 2011. ISBN 978-7-5144-0321-3.